# Muszaiosz (mitológiai alak)
Muszaiosz, görög mitológiai alak, költő. A Szuda-lexikon szerint Orpheusz tanítványa volt, aki a második Kekropsz idejében élt. A neve alatt fennmaradt költeményeket már Pauszaniasz Periégétész is elvitatta tőle, a Démétérre írott himnusz kivételével, és Onomakritosznak tulajdonította. Annyi bizonyos, hogy legkorábban a Kr. e. 6. században volt egy teogóniai munka, amely Muszaiosz neve alatt hagyományozódott. Ennek része volt a „Titanographia", amelyből néhány töredék fennmaradt.